# Walter M. Miller

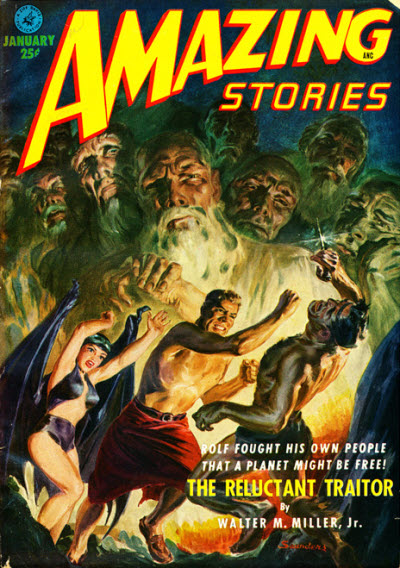
Przykład opowiadania

Walter Michael Miller Jr. (ur. 23 stycznia 1923 w New Smyrna Beach, Floryda, zm. 9 stycznia 1996) – amerykański pisarz science fiction. Najbardziej znany jako autor nagradzanej powieści Kantyczka dla Leibowitza.

## Życiorys
Ukończył studia na University of Tennessee i University of Texas, potem pracował jako inżynier. W czasie II wojny światowej służył w lotnictwie jako radiotelegrafista oraz strzelec pokładowy, zaliczając 53 misje bombowe nad Włochami. Uczestniczył m.in. w bombardowaniu opactwa benedyktynów na Monte Cassino, który to fakt stał się dla niego traumatycznym przeżyciem.
W 1945 r. poślubił Annę Louise Becker, z którą miał czworo dzieci.
W latach 1951–1957 opublikował kilkadziesiąt opowiadań, z których jedno, The Darfsteller (1955) zdobyło nagrodę Hugo. W 1959, połączywszy trzy napisane wcześniej nowele, stworzył swą najbardziej znaną powieść, Kantyczka dla Leibowitza, która zdobyła w 1961 nagrodę Hugo. Jak się okazało, była to jedyna powieść Millera opublikowana za jego życia. Powieść, utrzymana w tonacji postapokaliptycznej z silnymi elementami prokatolickimi, jest uznawana za arcydzieło i weszła do klasyki gatunku.
W 1981 r. powstało słuchowisko radiowe na podstawie „Kantyczki”.
Walter Miller Jr. popełnił samobójstwo po napisaniu większości sequelu „Kantyczki” – Święty Leibowitz i dzikokonna (została opublikowana w 1997 r., po dokończeniu przez Terry’ego Bissona).

## Utwory Millera

### Powieści
- 1959 Kantyczka dla Leibowitza
- 1997 Święty Leibowitz i dzikokonna (dokończona przez Terry’ego Bissona)

### Opowiadania
- Anybody Else Like Me? (1952)
- The Big Hunger (1952)
- Big Joe and the Nth Generation (1952)
- Bitter Victory (1952)
- Blood Bank (1952)
- Cold Awakening (1952)
- Command Performance (1952)
- Conditionally Human
- Crucifixus Etiam (1953)
- The Darfsteller (1955)
- Dark Benediction (1951)
- Death of a Spaceman (1954)
- Dumb Waiter (1952)
- The First Canticle (1955)
- Gravesong (1952)
- The Hoofer (1955)
- I, Dreamer (1953)
- I Made You (1954)
- Izzard and the Membrane (1951)
- Let My People Go (1952)
- The Lineman (1957)
- The Little Creeps (1951)
- Memento Homo (1954)
- No Moon for Me (1952)
- The Reluctant Traitor (1952)
- Secret of the Death Dome (1951)
- Six and Ten Are Johnny (1952)
- The Song of Marya (1957)
- The Song of Vorhu (1951)
- The Soul-Empty Ones (1951)
- The Sower Does Not Reap (1953)
- The Space Witch (1951)
- The Ties that Bind (1954)
- The View from the Stars
- The Will (1954)
- The Yokel (1953)
- Vengeance for Nikolai (1957)
- Way of a Rebel (1954)
- Wolf Pack (1953)
- You Triflin' Skunk! (1955)

## O Millerze
- Roberson, W.H., i Battenfeld, R.L., 1992. Walter M. Miller Jr.: A Bio-Bibliography.
- Secrest, Rose, 2002. Glorificemus: A Study of the Fiction of Walter M. Miller Jr.